# Sawiskera
Sawiskera, officiellement désigné comme (88611) Teharonhiawako I Sawiskera, est un objet transneptunien et un satellite naturel en orbite autour de (88611) Teharonhiawako. Il a été découvert le 15 octobre 2001 par D. J. Osip et S. M. Burles à l'observatoire de Baade. Sa taille est d'environ 129 kilomètres, comparable à celle de son primaire (178 kilomètres) et orbite à 27 670 ± 120 km.

## Référence
1. ↑  (en) « Asteroids with Satellites Database--Johnston's Archive (88611) Teharonhiawako and Sawiskera », sur johnstonsarchive.net